# Aeroportul South Galway
Aeroportul South Galway (IATA: ZGL, ICAO: YSGW) este un aeroport din Shire of Barcoo⁠(d), Queensland, Australia.
Situat la o altitudine de 111 m, aeroportul dispune de o singură pistă.